# Bouquet Garni (banda)
Bouquet Garni (Un cierto arreglo gastronómico francés a base de hierbas aromáticas) es un "supergrupo" flamenco (belga) que se reunió para grabar un concierto en la Radio 2 belga en noviembre de 1998, posteriormente materializado en el disco homónimo.
Las canciones de Bouquet Garni tienen letras que se remontan a la Edad Media. Cantan en neerlandés y en francés.

## Miembros
El "supergrupo" Bouquet Garni estuvo integrado por los siguientes grupos musicales componentes:
- Laïs
- Ambrozijn
- Fluxus
- De Cauter

O, lo que es lo mismo, por las siguientes personas:
- Joruun Bauweraerts, voz
- Annelies Brosens, voz
- Céline, percusión
- Wim Claeys, acordeón diatónico, dudelsack
- Nathalie Delcroix, voz
- Dajo de Cauter, contrabajo
- Myrddin de Cauter, clarinete, guitarra
- Vigdis de Cauter, piano
- Waso de Cauter, guitarra, laúd
- Greet Garriau, acordeón diatónico, flauta travesera
- Koen Garriau, saxofón tenor, saxofón alto
- Paul Garriau, zanfona, guitarra
- Tom Theuns, guitarra, bajo eléctrico
- Stefan Timmermans, dudelsack, schalmei (antiguo oboe de metal)
- Ludo Vandeau, voz
- Wouter Vandenabeele, violín
- Sam Van Ingelgem, bajo eléctrico

## Discografía
- Bouquet Garni, coproducido por Alea (Wild Boar Music) y MAP Records, 21 de marzo de 2000, LP con sonido directo realizado en colaboración entre cuatro jóvenes grupos flamencos de música con raigambre tradicional: Laïs, Ambrozijn, Fluxus y De Cauter; proyecto para el que las cuatro bandas adoptaron el nombre común de Bouquet Garni.

- Datos: Q5732857